# Jaakko Pakkasvirta
Pour les articles homonymes, voir Pakkasvirta.
Jaakko Juhani Pakkasvirta, né le 28 novembre 1934 à Simpele (Finlande) et mort le 23 mars 2018 à Vantaa (Finlande), est un réalisateur et scénariste finlandais.

## Biographie
Il a réalisé plus de trente films entre 1958 et 2000. Son film Home for Christmas de 1975 a été présenté au 9e Festival international du film de Moscou. Son film Poète et Muse de 1978 a été présenté au 11e Festival international du film de Moscou.
Il a été marié avec Jyrkinen Teela, Titta Karakorpi, Anneli Sauli et Saara Pakkasvirta.

## Filmographie partielle

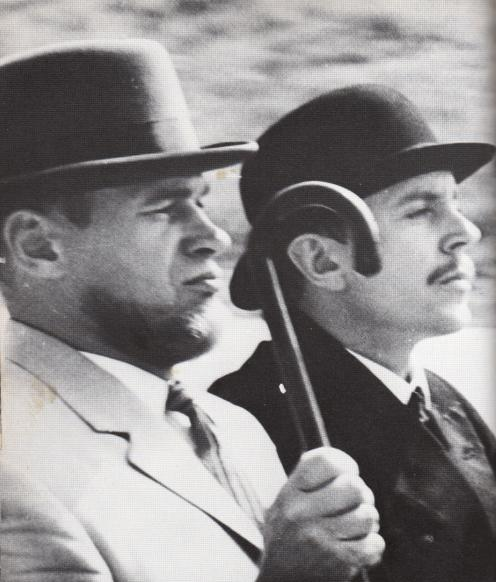
Spede Pasanen et Jaakko Pakkasvirta en 1964.

### Au cinéma
- 1962 : Yö vai päivä (fi) (scénario et réalisation en collaboration avec Risto Jarva)
- 1964 : X-paroni (fi) (scénario et réalisation avec Risto Jarva et Spede Pasanen)
- 1965 : Onnenpeli (fi)  (scénario avec Risto Jarva et Antti Peipo)
- 1967 : Työmiehen päiväkirja (fi) (scénario avec Risto Jarva)
- 1968 : Vihreä leski (fi) (scénario et réalisation)
- 1969 : Ruusujen aika (fi) (scénario avec Peter von Bagh et Risto Jarva)
- 1970 : Kesäkapina (fi) (scénario et réalisation)
- 1971 : Niilon oppivuodet (fi) (scénario et réalisation)
- 1975 : Jouluksi kotiin (fi)  (Noël à la maison ; scénario et réalisation)
- 1978 : Runoilija ja muusa (fi)  (scénario et réalisation)
- 1981 : Pedon merkki  (scénario et réalisation)
- 1982 : Ulvova mylläri (fi)  (scénario et réalisation, basé sur un roman d'Arto Paasilinna)
- 1986 : Linna (fi)  (Le Château ; scénario et réalisation)

## Récompenses et distinctions
Jaakko Pakkasvirta a remporté deux victoires et a été nommé à quatre reprises.
- (en) Jaakko Pakkasvirta: Awards, sur l'Internet Movie Database